# Solace
Solace is een Amerikaanse film uit 2015 onder regie van Afonso Poyart. De film werd getoond op het Internationaal filmfestival van Toronto en het Filmfestival Oostende.

## Verhaal
De gepensioneerde misdaadanalist John Clancy (Anthony Hopkins) wordt gevraagd om samen te werken met een FBI-agent om een seriemoordenaar op te sporen.

## Rolverdeling
| Acteur              | Personage              |
| ------------------- | ---------------------- |
| Anthony Hopkins     | John Clancy            |
| Colin Farrell       | Cecil Weinberg         |
| Jeffrey Dean Morgan | Agent Joe Merriweather |
| Abbie Cornish       | Agent Katherine Cowles |
| Kenny Johnson       | David Raymond          |
| Janine Turner       | Elizabeth Clancy       |
| Sharon Lawrence     | Eleanor Muff           |
| Jose Pablo Cantillo | Sawyer                 |

## Productie
Het script is een herschreven script van een film die oorspronkelijk het vervolg van de film Se7en zou worden. Filmen begon in de laatste week van mei 2013 in Atlanta (Georgia).